# فينويسا
بنو عيسى أو (نقحرة: فينويسا) هي بلدية تقع في مقاطعة شورية، في منطقة قشتالة وليون، في إسبانيا. يبلغ عدد سكانها 888 نسمة وذلك حسب (المعهد الوطني للإحصاء) سنة 2017. تبلغ مساحتها 143,06 كم².